# 阿圖羅·里卡沓
阿圖羅·里卡沓（義大利語：Arturo Licata，1902年5月2日—2014年4月24日），生于意大利西西里岛，意大利男性超级人瑞，享嵩壽111岁357天。

## 生平
里卡沓於1902年出生於一個有四個兄弟和兩個姊妹的家庭。九歲的時候他去了做礦工，之後到意大利軍隊服兵役，並參與了1936年的第二次意大利埃塞俄比亞戰爭。
當他還小的時候，因為他居住的地區沒有運輸車輛，所以他每天都要走22公里路。他在環境惡劣的礦洞內工作，之後在一間抗結核藥房工作，成為了一個商人，他的生意維持了超過60年。他有七個兒女，分別是Paolo，Salvatore，Rosario，Concettina，Giuseppina，Lucia和Gaetano（已於2000年離世）。他有八個孫和四個玄孫。他的妻子Rosa 於1980年離世，當時里卡沓78歲。他逝世于2014年4月24日，享嵩壽111岁357天。

## 相關條碼
- 获验证的最长寿男性列表

## 註解
1. 1 2  . 老人学研究组织.   [November 13, 2012]. （原始内容存档于2016-09-11）.
2. ↑  Morto a Enna a 111 anni Arturo Licata, uomo piu' vecchio al mondo 的存檔，存档日期2014-04-25. （意大利文）
3. 1 2 3 4 5 6  . Vivienna.it.   [28 February 2013]. （原始内容存档于2021-02-26） （意大利语）.
4. 1 2 3  .   [28 February 2013]. （原始内容存档于2021-03-02） （意大利语）.
5. ↑  . 老人学研究组织. 2018-04-10  [2022-09-06]. （原始内容存档于2021-02-27）.